# Immetalia bernsteini
Immetalia bernsteini är en fjärilsart som beskrevs av Voll. 1863. Immetalia bernsteini ingår i släktet Immetalia och familjen nattflyn. Inga underarter finns listade i Catalogue of Life.